# Automolus virgatus
El ticotico listado occidental (Automolus virgatus),  también denominado trepamusgo rayado (en Costa Rica), rondamusgos occidental (en Panamá y Ecuador) o espigahojas occidental (en Honduras), es una especie de ave paseriforme de la familia Furnariidae perteneciente al género Automolus. Es nativo de América Central y del noroeste de América del Sur.

## Distribución y hábitat
Se distribuye desde el sureste de Nicaragua (raramente más al norte y en el este de Honduras), hacia el sur por Costa Rica, Panamá, noroeste y oeste de Colombia y oeste de Ecuador.
Esta especie es considerada poco común y muy discreta en su hábitat natural, el sotobosque de selvas húmedas, principalmente por debajo de altitudes de 1100 m.

## Sistemática

### Descripción original
La especie A. virgatus fue descrita por primera vez por el ornitólogo estadounidense George Newbold Lawrence en 1867 bajo el nombre científico «Philydor virgatus»; su localidad tipo es: «Angostura, Costa Rica».

### Etimología
El nombre genérico masculino «Automolus» deriva del griego «αυτομολο automolos» que significa ‘desertor’; y el nombre de la especie «virgatus», proviene del latín y significa ‘listado’, ‘estriado’.

### Taxonomía
Esta especie era anteriormente tratada como el grupo de subespecies Automolus subulatus virgatus por algunos autores y clasificaciones, y considerada como especie separada de Automolus subulatus por el Congreso Ornitológico Internacional (IOC), Aves del Mundo y Birdlife International y más recientemente por Clements checklist/eBird, con base en significativas divergencias de vocalización y algunas diferencias de plumaje, partes inferiores más morenas, con las listas más confinadas a la parte superior del pecho y la cola de color castaño ligeramente más oscuro. Sin embargo, el Comité de Clasificación de Sudamérica (SACC) rechazó la Propuesta N° 40 de separación debido a insuficiencia de evidencias publicadas.
Antes perteneciente al género Hyloctistes, hasta que los sólidos estudios morfológicos y filogénicos conducidos por Derryberry et al (2011) y Claramunt et al (2013) demostraron que el género Hyloctistes –compuesto por la especie entonces denominada  Hyloctistes subulatus (junto con H. virgatus)– estaba embutido dentro de Automolus. Como consecuencia, se propuso la transferencia del género Hyloctistes para Automolus. Los cambios taxonómicos fueron aprobados en la Propuesta N° 601 al Comité de Clasificación de Sudamérica (SACC).

### Subespecies
Según las clasificaciones del IOC y Clements checklist/eBird se reconocen cuatro subespecies, con su correspondiente distribución geográfica:
- Automolus virgatus nicaraguae (W.D. Miller & Griscom, 1925) – sureste de Nicaragua (raramente más al norte); registrada en el este de Honduras.
- Automolus virgatus virgatus (Lawrence, 1867) – Costa Rica y oeste de Panamá (al este hasta Veraguas).
- Automolus virgatus assimilis Berlepsch & Taczanowski, 1884 – este de Panamá (al oeste desde el este de Colón) y oeste de Colombia hacia el sur hasta el oeste de Ecuador (al sur hasta el noroeste de Azuay y El Oro).
- Automolus virgatus cordobae (Meyer de Schauensee, 1960) – noroeste de Colombia en el sur de Córdoba, Antioquia, Bolívar (Serranía de San Lucas), y sur del valle del Magdalena hasta Boyacá.